# Guvernoratul Al Hudaydah
Al Hudaydah (în arabă:الحديدة) este un guvernorat în Yemen. Reședința sa este orașul Al Hudaydah.